# You Can't Do That
«You Can't Do That» (en español: «no puedes hacer eso») una canción del grupo británico The Beatles que llegó a ser n.º 122 en Estados Unidos y n.º 10 en Canadá en la versión que de ella hizo Harry Nilsson.
Fue escrita por John Lennon (aunque acreditada a Lennon-McCartney), que también la cantaba como voz solista, mientras que los acompañamientos vocales se los hacía Paul McCartney y George Harrison, tocando también el bajo y la guitarra rítmica, respectivamente. Ringo Starr tocaba la batería. El solo de guitarra en esta canción lo interpretó el propio Lennon. Su letra retrata a un Lennon celoso de su entonces novia, Cynthia Powell, contando de manera casi autobiográfica la ocasión en que esta bailó con el, en aquel entonces mejor amigo de John Lennon, Stuart Sutcliffe, en un local de baile de Liverpool. En esta canción, Lennon le dice a su esposa en aquel momento que no puede volver a hacer lo que hizo y se decepcionará y la dejará si lo hace de nuevo.

## Personal
El personal utilizado en la grabación de la canción fue el siguiente:
- John Lennon – voz principal, guitarra solista (Rickenbacker 325c64).
- Paul McCartney – acompañamiento vocal, bajo eléctrico (Höfner 500/1 63´), cencerro.
- George Harrison – acompañamiento vocal, guitarra rítmica (Rickenbacker 360/12).
- Ringo Starr – batería (Ludwig Downbeat Oyster Black Pearl), conga.

## Posición en las listas
| Año  | País           | Lista             | Posición | Semanas n.º 1 | Semanas en lista |
| ---- | -------------- | ----------------- | -------- | ------------- | ---------------- |
| 1964 | Estados Unidos | Billboard Hot 100 | 48       | —             | 4                |
| 1964 | Estados Unidos | Record World      |          | —             |                  |
| 1964 | Estados Unidos | Cash Box          | 77       | —             |                  |